# Наве (провінція Брешія)
Наве (італ. Nave) — муніципалітет в Італії, у регіоні Ломбардія, провінція Брешія.
Наве розташоване на відстані близько 450 км на північний захід від Рима, 90 км на схід від Мілана, 9 км на північний схід від Брешії.
Населення — 11 054 особи (2014).
Покровитель — San Costanzo.

## Демографія
Населення за роками:

Станом на 1 січня 2023 року в муніципалітеті офіційно проживало 630 іноземців з 54 країн, серед них 126 громадян країн Євросоюзу та 31 громадянин України.

## Сусідні муніципалітети
- Боттічино
- Бовеццо
- Брешія
- Каїно
- Кончезіо
- Лумеццане
- Серле